# El llop i les set cabretes
El llop i les set cabretes és un conte tradicional recollit pels germans Grimm al llibre Kinder- und Hausmärchen («Contes infantils i casaners») de 1812. N'existeixen nombroses versions en moltes llengües, impreses o per teatre de titelles o de film.

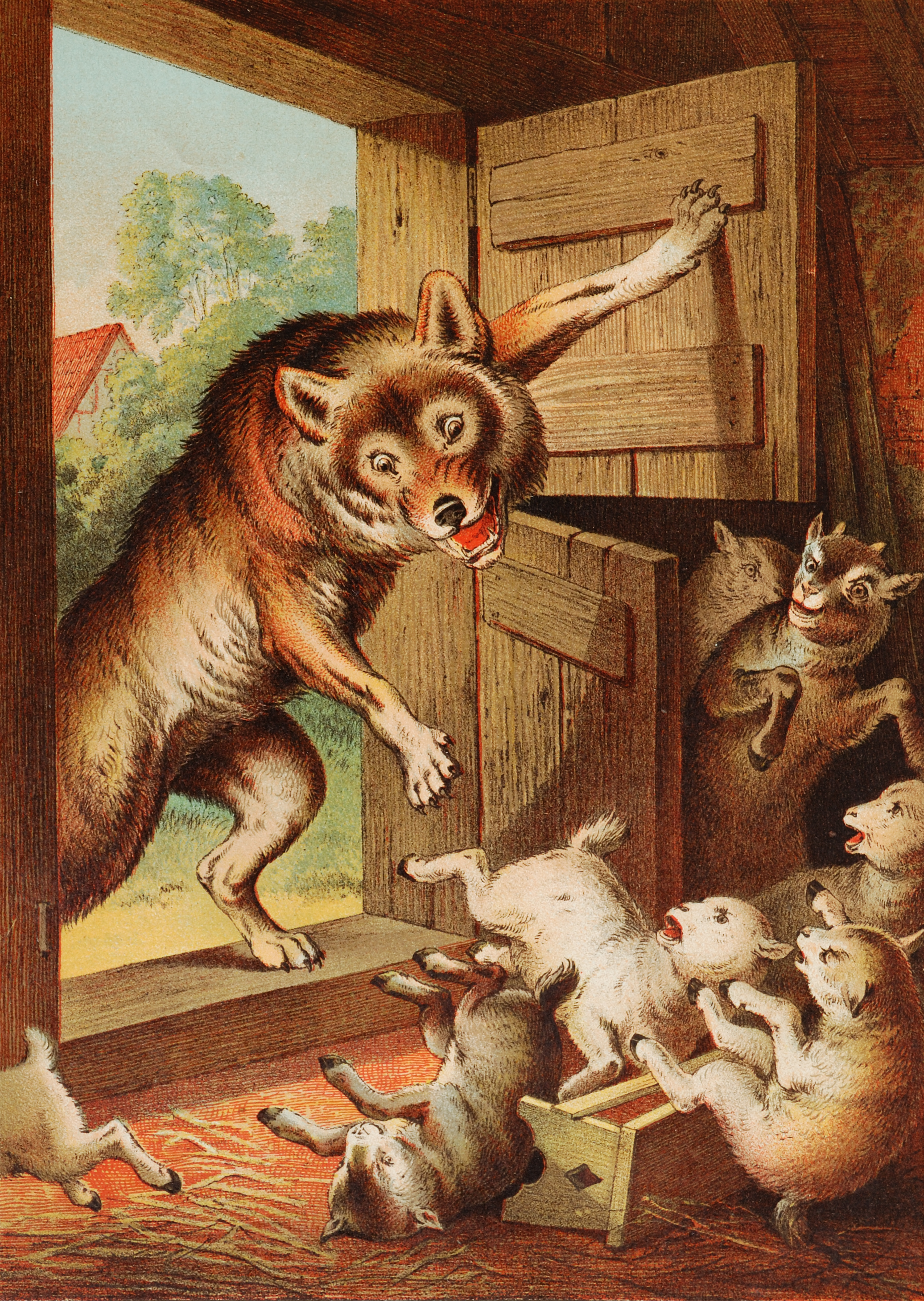
El llop entrant a la casa

## Argument
La mare de les cabretes les avisa que no obrin a ningú mentre ella va a comprar. El llop truca a la porta i prova que l'obrin dient que és la mare però les set cabretes li diuen que té la veu massa ronca per ser sa mare. Llavors el llop pren ous per aclarir-la. Les cabretes li diuen la segona vegada que té les potes negres, per tant el llop se les enfarina abans de trucar per tercer cop. Llavors les cabretes el creuen i l'obren. El llop se les menja a totes menys l'última, que s'amaga dins el rellotge i explica a la mare el que ha passat.
La mare cabra agafa unes grans tisores i busca el llop, que fa una migdiada després de l'àpat. Amb les tisores li obre el ventre i allibera els seus fills, i posa pedres a l'estómac de la fera. Quan aquest es desperta i va a beure al riu, el pes de les pedres fa que es nega.

## Anàlisi
El conte té una audiència clarament infantil i té com a objectiu avisar del perill dels estranys, encarnats en el llop, tal com passa a La Caputxeta Vermella (el final d'obrir-li l'estómac ha passat a aquesta altra història en algunes versions orals). Apareixen alguns elements propis dels contes de fades: l'enginy per vèncer les dificultats (les astúcies del llop i el canvi de les cabretes per pedres de la mare), el simbolisme numèric (set cabretes i tres trucs a la porta, les xifres més repetides a les històries populars) i l'element meravellós (animals que parlen provinents de la faula clàssica i l'absència de la mort malgrat ésser devorats).
La casa i la mare com a símbols de protecció, el petit que es diferencia de la resta de germans (essent el més llest, com es veu a molts altres contes, especialment els que volen subvertir l'ordre social) i la desobediència de l'ordre que causa el perill són altres elements de les històries infantils tradicionals.